# Marc Rizzo
Marc Rizzo (ur. 2 sierpnia 1977 w Carlstadt w stanie New Jersey) – amerykański muzyk pochodzenia włoskiego, kompozytor i instrumentalista, gitarzysta. 

## Życiorys
Jego rodzina pochodzi z Włoch - dziadkowe urodzili się w Trentinara, obecnie krewni mieszkają w Salerno. Popularność zyskał dzięki udziałowi w grupie muzycznej Ill Niño. Potem został członkiem grupy Soulfly. Od tego czasu stworzył zgrany duet z Maxem Cavalerą.
W 2006 wydał swój debiutancki album solowy zatytułowany Colossal Myopia. W 2007 na zaproszenie braci Maxa i Igora Cavalera wziął udział w nagraniach albumu Inflikted grupy Cavalera Conspiracy.
Przez lata początkowej kariery był znany z występowania podczas koncertów z plecakiem na plecach, choć nigdy nie wyjawił co się w nim znajdowało.
W 2020 wraz z innymi muzykami nagrał piosenkę pt. „Manifest2020”, będącą przeróbką utworu pt. „Manifest” grupy Sepultura, wydanego pierwotnie na albumie Chaos A.D. z 1993, aczkolwiek z osobnym tekstem, odnoszącym się do sprawy śmierci Breonny Taylor.
Na początku sierpnia 2021 zaanonsował wydanie albumu best-of pt. Living Shred Vol. 1 (1 września 2021 nakładem Godsize Records), zawierającego utwory z jego czterech dotychczasowych albumów solowych oraz ogłosił powołanie projektu muzycznego pod nazwą Hail Te Horns, w którym prócz niego członkami zostali basista Tony Campos i perkusista Christian „Opus” Lawrence. W tym czasie Rizzo odszedł ze składu Soulfly. Na początku października 2021 ogłoszono powrót Marca Rizzo do zespołu Ill Niño.

## Instrumentarium
- B.C. Rich Stealth Pro Marc Rizzo 7-String Electric Guitar Onyx SPRZ7O[10]
- Peavey HP Special (EMG 81, 85 pickups)[11]
- 1990 Gibson Les Paul Custom (Black Beauty)[11]
- Peavey JSX amplifier[11]
- Peavey JSX 4x12 cabs[11]
- Digitech Whammy pedal[11]
- Boss Digital Delay pedal[11]
- Boss Chromatic Tuner[11]
- Boss NS-2 Noise Suppressor[11]
- Morley Wah pedal[11]

## Dyskografia
- Ill Niño - Revolution Revolución (2001, Roadrunner Records)
- Ill Niño - Confession (2003, Roadrunner Records)
- Soulfly - Prophecy (2004, Roadrunner Records)
- Committee Of Thirteen - Self Titled (2004, Phlamencore Records)
- Marc Rizzo - Marc Rizzo (2004, Phlamencore Records)
- Soulfly - Dark Ages (2005, Roadrunner Records)
- Marc Rizzo - Colossal Myopia (2006, Shrapnel Records)
- Ill Niño - The Best of Ill Niño (2006, Roadrunner Records)
- Marc Rizzo - The Ultimate Devotion (2007, Shrapnel Records)
- Cavalera Conspiracy - Inflikted (2008, Roadrunner Records)
- Soulfly - Conquer (2008, Roadrunner Records)
- Soulfly - Omen (2010, Roadrunner Records)
- Marc Rizzo - Legionnaire (2010, Phlamencore Records)[12]
- Cavalera Conspiracy - Blunt Force Trauma (2011, Roadrunner Records)
- Soulfly - Enslaved (2012, Roadrunner Records)
- Soulfly - Savages (2013, Nuclear Blast)
- Cavalera Conspiracy - Pandemonium (2014, Napalm Records)
- Soulfly - Archangel (2015, Nuclear Blast)
- Marc Rizzo / Inpsychobleedia - Singles Collection (2015, split)
- Cavalera Conspiracy - Psychosis (2017, Napalm Records)
- Soulfly - Ritual (2018, Nuclear Blast)
- Marc Rizzo - Rotation (2018, Combat Records)

## Wideografia
- Marc Rizzo - Marc Rizzo of Soulfly, Modern, Speed & Shred Level 1 (DVD, 2007, Rock House Method)
- Marc Rizzo - Marc Rizzo of Soulfly, Modern, Speed & Shred Level 2 (DVD, 2007, Rock House Method)